# Miquel Martín i Serra
Miquel Martín i Sierra (Bagur, Cataluña, 14 de agosto de 1969) es un escritor español en lengua catalana.

## Biografía
Pasó la infancia en varios pueblos del Ampurdán, que han inspirado buena parte de su obra. Al poco tiempo de licenciarse en Filosofía por la Universidad Autónoma de Barcelona, se dio a conocer en el ámbito literario al ganar el Premio Joan Fuster para autores jóvenes.
Después de una larga estancia en Inglaterra, publicó su primera obra, una compilación de cuentos titulada Hi ha amors que maten (Columna, 1996), a la que le han seguido novelas, libros de leyendas, artículos literarios y varios ensayos sobre literatura.
Es estudioso de la obra  de Joan Vinyoli, sobre el cual ha publicado ensayos, artículos y  ha divulgado la obra a través de conferencias, recitales y rutas poéticas.
Con la actriz Olga Cercós, ha organizado varias actividades para divulgar la poesía y autores centrales como Joan Maragall, Víctor Catalán, Prudenci Bertrana, Joaquim Ruyra, Mercè Rodoreda, Joan Vinyoli o Montserrat Abelló, entre otros.
Colabora en varios medios de comunicación e imparte talleres de escritura. Es el escritor de cabecera de la Biblioteca de Palafrugell.

## Obra publicada

### Narrativa
- 1996 - Hi ha amors que maten. Barcelona: Columna
- 1999 - L'estratègia de la gallina. Barcelona: Columna. (Finalista Premio Ramon Llull)
- 2007 - Cabells de medusa.. (Premio Romà Comamala de narrativa por el relato «Salabror», incluido dentro de la novela Cabells de medusa)
- 2007 - Dictadors de butxaca. Premsa d'Osona. (Premio Maspons i Safont de humor y sátira)
- 2009 - Converses amb en Xico Florian (coautor). Ayuntamiento de Begur / Diputación de Gerona
- 2012 - Els pobles perduts (coautor). La Bisbal del Ampurdán: Edicions Sidillà
- 2013 - Llegendes de mar de la Costa Brava. La Bisbal del Ampurdán: Edicions Sidillà
- 2014 - Els pobles oblidats (coautor). La Bisbal del Ampurdán: Edicions Sidillà
- 2017 - La Costa Brava. Àlbum guia 1925 (coautor). La Bisbal del Ampurdán: Edicions Sidillà
- 2017 - El riu encès. Villanueva y Geltrú: El Cep i la Nansa
- 2017 - Proses reposades. Diputación de Gerona: Col·lecció Josep Pla
- 2019 - Llegendes de nit. La Bisbal del Ampurdán: Edicions Sidillà
- 2020 - La drecera. Barcelona: Edicions del Periscopi

### Ensayo
- 2015 - Vent d'Aram. Joan Vinyoli (Estudio preliminar y complementos didáctics). Barcelona: Edicions 62, Colección Educació 62
- 2016 - Joan Vinyoli i la poètica postsimbolista (coautor). Barcelona: L'Avenç
- 2021 - Vinyoli trasbalsa la bellesa com el vi. Vibop Edicions

## Premios y reconocimientos
- 1994 - Premio Joan Fuster para autores jóvenes de 1994
- 1999 - Finalista al Premio Ramon Llull por L'estratègia de la gallina
- 2007 - Premio Romano Comamala de narrativa por el relato «Salabror», incluido dentro de la novela Cabells de medusa.[4]
- 2007 - Premio Jaume Maspons de humor y sátira por Dictadors de butxaca[5]
- 2018 - Finalista del Premios Just M. Casero por La drecera[6]
- 2019 - Premio Recvll de Retrato Literario de Blanes por  Joan Vinyoli, el gall salvatge[7]
- 2021 - Finalista del Premio Òmnium a la Mejor Novela del Año por La drecera[8]
- 2021 - Premio de Narrativa Maria Àngels Anglada por La drecera[9]